# Pronoja
Pronoja (grško starogrško πρόνοια, latinizirano: prónoia, dob. 'skrb, briga') je bila bizantinska oblika fevdalizma, ki je temeljila na dodeljevanju cesarske zemlje in njenih dohodkov zaslužnim posameznikom v zameno za usluge cesarstvu. Najpogostejša usluga je bila vojaška služba. 
Takšen sistem nagrajevanja je uvedel bizantinski cesar Konstantin IX. Monomah (vladal 1042–1055).

## Zgodovina
Na začetku se je pronoja dodeljevala doživljenjsko, vendar se ni mogla prodati, naslediti ali prenesti na druge. Velikost ozemlja pronoje je lahko bila velika in je vključevala več vasi ali zelo majhna in je lahko preživela samo eno družino. 
Nosilec pronoje – pronoiarios je bil absoluten gospodar nad kmeti (paroikoi), ki so živeli na njegovi zemlji. Od njih je pobiral davek in jim delil pravico.
V 11. stoletju je pronoja postala materialna osnova vojaškega sistema cesarstva, ker je bil njen koristnik dolžan služiti vojsko in priskrbeti ter opremiti vojake. Dolžnosti so bile odvisne od velikosti njegove pronoje. Med vladavino Komnenov (1081–1185) je država zaplenila posesti samostanov, da bi zemljo lahko razdelila kot pronojo in s tem povečala število vojakov.
Od začetka 13. stoletja se je pronoja lahko prenesla na naslednike. Skupaj z njo so se seveda prenesle tudi vojaške obveznosti. Med vladavino Paleologov (1261–1453) je sistem pronoj začel razpadati, ker je fevdalno plemstvo začelo zavračati svoje vojaške obveznosti do države, pronoje pa je obdržalo.